# زانکت یوسف
زانکت یوسف (به آلمانی: Sankt Josef) یک منطقهٔ مسکونی در اتریش است که در دویچلندسبرگ واقع شده‌است. زانکت یوسف ۱۳٫۳ کیلومتر مربع مساحت دارد ۴۲۳ متر بالاتر از سطح دریا واقع شده‌است.